# Klooster Op Stalberg
Het Klooster Op Stalberg is een monumentaal en voormalig klooster in de Nederlandse plaats Venlo

## Locatie
Het klooster ligt aan de oostrand van de voormalige Vestingwerken van Venlo. Van de vestingwerken is vrijwel niets meer te zien. Het klooster betreft een vrijstaand herenhuis op de hoek van de Burgemeester Van Rijnsingel (N271) en de Stalbergweg, en stond bijgevolg destijds aan de rand van de bebouwing in Venlo.

## Bouwkenmerken
Het pand is gebouwd in het laatste kwart van de 19e eeuw en gereed gekomen in 1895. De toegepaste stijl is traditionalistisch. In de parktuin bevinden zich aan de zijkant een voormalig tuinhuis en een voormalig koetshuis. Deze twee gebouwen vallen niet onder de monumentale bescherming.
Het pand is gebouwd op een rechthoekig grondvlak en telt twee verdiepingen met daarbovenop een dakverdieping, afgedekt met een schilddak. De voorgevel is symmetrisch van indeling. In het middendeel op de begane grond bevindt zich een rechthoekige erker, met daarboven een balkon. Verder loopt dit middendeel uit in een topgevel met twee vensters. Deze vensters worden afgedekt met een kleine spitsboogvormige nis.
De ingang van het pand bevindt zich in de rechterzijgevel. Deze is bereikbaar via een toegangstrap met zes hardstenen treden met idem borstwering. De ingang van het perceel, eveneens aan de rechterzijde, wordt gekenmerkt door twee vierkante bakstenen hekpijlers, waarop een natuurstenen bekroning met driepasmotief.